# Tom Zbikowski
Thomas Michael "Tom" Zbikowski (født 22. maj 1985 i Arlington Heights, Illinois, USA) er en tidligere amerikansk footballspiller, der spillede i NFL som free safety for Baltimore Ravens og Chicago Bears. Han blev draftet til ligaena af Ravens i 2008.

## Klubber
- Baltimore Ravens (2008−2011)
- Indianapolis Colts (2012)